# Carlo Cafiero
Carlo Cafiero (Barletta, 1º settembre 1846 – Nocera Superiore, 17 luglio 1892) è stato un filosofo e anarchico italiano.
Fu autore nel 1879 della prima pubblicazione in italiano de "Il Capitale" di Karl Marx.

## Biografia
Carlo Cafiero nacque a Barletta, il 1º settembre del 1846 in una ricca ed influente famiglia della borghesia agraria locale, affermatasi nel corso del XVIII secolo. Compì i primi studi presso il seminario di Molfetta, per passare in seguito a Napoli, dove studiò giurisprudenza. Si trasferì in seguito alla laurea a Firenze con l'intento di intraprendere una carriera nella diplomazia, che però accantonò ben presto.
Dopo l'incontro a Londra con Karl Marx e Friedrich Engels, che lo portò ad accostarsi alle teorie marxiste, divenne il primo divulgatore del Capitale di Marx. Nel 1871 fu tra i principali artefici dell'attività volta al consolidamento delle sezioni italiane dell'Associazione Internazionale dei Lavoratori (Prima Internazionale).
L'anno successivo, durante il congresso di Rimini (4-6 agosto 1872), in cui si svolsero le conferenze delle sezioni italiane dell'Internazionale, ruppe però con il socialismo scientifico professato da Marx ed Engels e s'accostò bensì all'anarchismo di marca bakuniniana, di cui peraltro divenne uno dei principali esponenti. Insieme ad Andrea Costa, Giuseppe Fanelli, Errico Malatesta e Lodovico Nabruzzi, contribuì alla fondazione della Federazione italiana dell'Associazione internazionale dei lavoratori.
Cafiero denunciò con vigore l'esclusione di Michail Bakunin (di cui in seguito fu il principale finanziatore) e degli anarchici dalla Prima Internazionale (congresso dell'Aia, 2-7 settembre), partecipando al congresso antiautoritario di Saint-Imier (15-16 settembre 1872), che sancì la nascita effettiva del movimento anarchico organizzato.

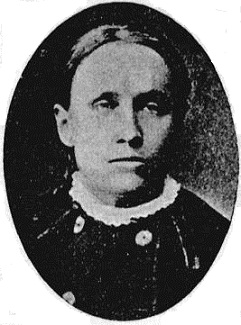
Olimpiada Kutuzova Cafiero

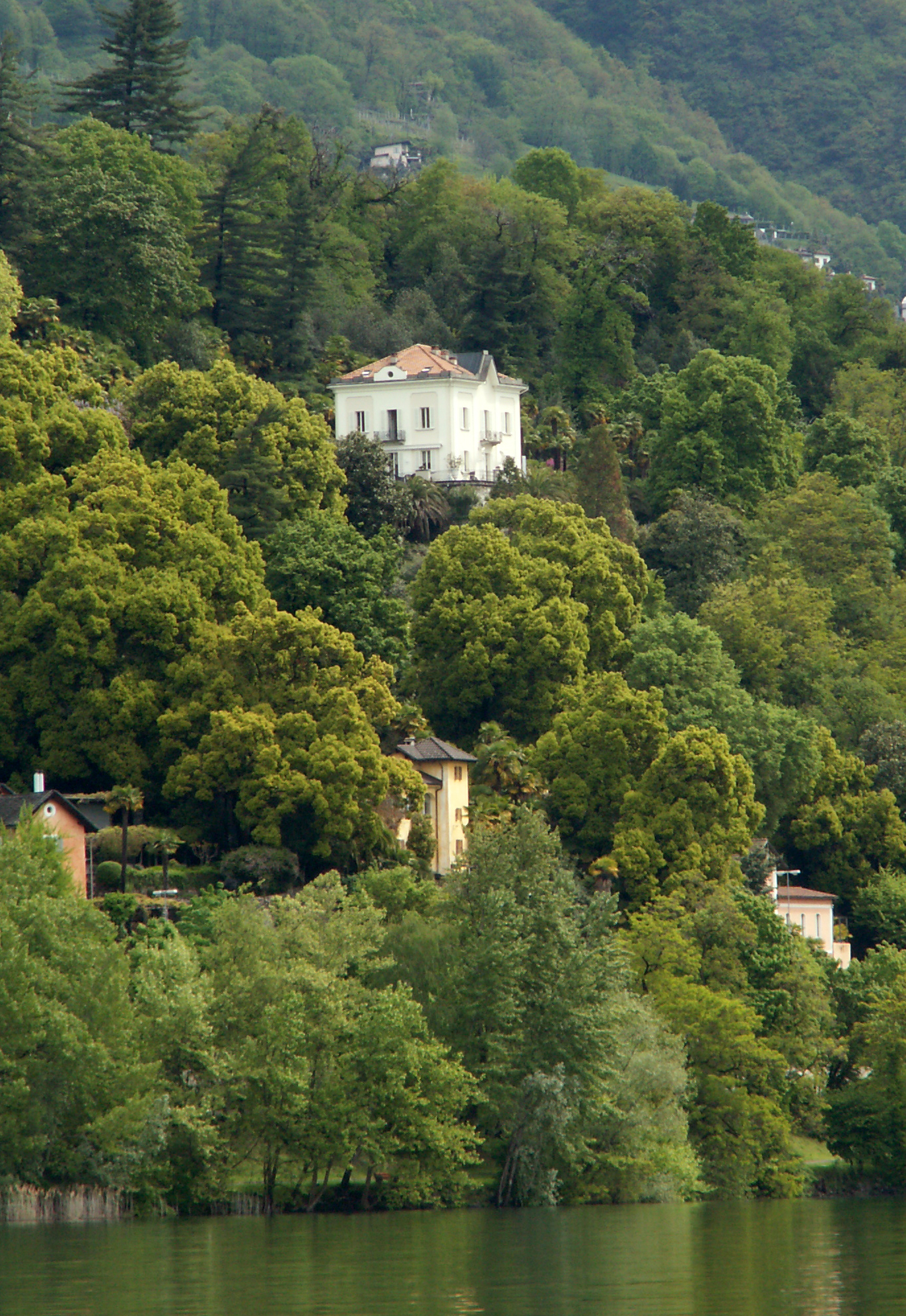
La Baronata

Nel 1873 Cafiero fornì a Bakunin il denaro necessario ad acquistare in Svizzera, a Minusio, la villa chiamata La Baronata; l'acquisto si concretizzò nell'agosto di quell'anno. Nella villa soggiornarono varie personalità di spicco dell'area socialista e anarchica, quali Andrea Costa, Lodovico Nabruzzi, Errico Malatesta e Giuseppe Fanelli. La Baronata divenne la dimora principale di Bakunin, che ne rimase fino al 1874 il legittimo proprietario, cedendola a Cafiero nel luglio di quell'anno. Nel 1879 Cafiero vendette la proprietà al banchiere Horace Günzburg.
Inserito stabilmente nel movimento anarchico, Cafiero partecipò ai tentativi insurrezionali di Bologna (1874) e del Matese (1877), conclusisi entrambi in maniera fallimentare e con il suo arresto. Successivamente si sposò in Russia con la rivoluzionaria Olimpiada Kutuzova, probabilmente per sottrarla alle persecuzioni zariste. Nel 1875 fu il corrispondente dall'Italia del Bollettino della Federazione anarchica del Giura, riportando notizie sulla situazione sociale della penisola.
Cafiero fu sempre ben conscio dell'importanza della propaganda anarchica e per questo collaborò alla pubblicazione di diversi fogli socialisti del tempo, tra cui La Campana di Napoli. Momentaneamente impossibilitato a tornare in Italia poiché, dopo l'attentato di Giovanni Passannante al re Umberto I, era stata attuata una dura repressione contro repubblicani e internazionalisti, nel 1879 pubblicò il Compendio del primo volume del Capitale (Il Capitale di Marx), che godette di immediata e larga diffusione. Il suo scritto più originale, Anarchia e comunismo (1880), col quale sancí una cesura politica netta tra l'anarco-collettivismo professato da Bakunin e la sua nuova concezione politica d'anarchia, che prenderà poi l'appellativo di anarco-comunismo, partì dalla convinzione che la rivoluzione sia una legge che regola la storia dell'umanità e che rende possibile il progresso dei popoli nel corso del tempo: «La rivoluzione è causa ed effetto di ogni progresso umano, è la condizione di vita [...] la legge naturale dell'umanità: arrestarla è un crimine; ristabilire il suo corso è un dovere umano».
Nella primavera del 1882 rientrò in Italia annunciando, fra la sorpresa generale, il suo favore all'attivismo elettorale, anche se personalmente non accettò mai nessuna candidatura. Parlò di questa sua crisi interiore con Kropotkin e Malatesta, sostenendo di voler rinunciare «non all'ideale, ma alla pratica anarchica, non all'anarchia, ma all'anarchismo». Il suo allontanamento dall'anarchismo fu quindi più che altro formale e non sostanziale (come per esempio lo fu quello di Andrea Costa del 1881, con cui peraltro lo stesso Cafiero fu durissimo, accusandolo di aver tradito la causa del proletariato).
In aprile venne arrestato per l'ennesima volta a Milano e in carcere si verificò il suo primo tentativo di suicidio.
Dopo essere stato prosciolto dall'accusa e accompagnato al valico di frontiera di Chiasso, vagò in cerca d'alloggio, ma probabilmente erano già presenti in lui i segni d'una malattia nervosa che più avanti si manifestò con chiarezza.
Durante il suo peregrinare venne arrestato più volte in Italia e in Svizzera, ma la malattia lo portò all'internamento in un manicomio (1883).
Morì a Nocera Superiore, in provincia di Salerno, il 17 luglio del 1892.

## Il pensiero
Per Cafiero il fine di ogni agire è la libertà, che certamente non è da intendere nel solo riconoscimento dei diritti borghesi. La via cui far ricorso per liberare l'umanità dalle catene, che limitano la libertà individuale e quella dei popoli, è la rivoluzione violenta (in questo senso concorda con Marx ed Engels):
Non solo l'ideale, ma la nostra pratica e la nostra morale rivoluzionaria sono contenute nell'anarchia; la quale viene così a formare il nostro tutto rivoluzionario. È per ciò che noi l'invochiamo come l'avvenimento completo e definitivo della rivoluzione; la rivoluzione per la rivoluzione.
Per Cafiero non può esistere libertà senza anarchismo (l'anarchia è l'unica condizione possibile per il libero sviluppo sia dell'individuo che della società), così come non può esserci uguaglianza senza comunismo (il comunismo è la riappropriazione di tutte le ricchezze della terra, precedentemente espropriata dalla minoranza al potere).
Il suo pensiero comunista-anarchico è certamente contrapposto all'individualismo:
“Non solo si può essere comunisti; bisogna esserlo, a rischio di fallire lo scopo della rivoluzione una volta ci dicevamo "collettivisti" per distinguerci dagli individualisti e dai comunisti autoritari, ma in fondo eravamo semplicemente comunisti antiautoritari, e, dicendoci "collettivisti" pensavamo di esprimere in questo modo la nostra idea che tutto dev'essere messo in comune, senza fare differenze tra gli strumenti e i materiali di lavoro e i prodotti del lavoro collettivo... Non si può essere anarchici senza essere comunisti. Dobbiamo essere comunisti, perché nel comunismo realizzeremo la vera uguaglianza. Dobbiamo essere comunisti perché il popolo, che non afferra i sofismi collettivisti, capisce perfettamente il comunismo. Dobbiamo essere comunisti, perché siamo anarchici, perché l'anarchia e il comunismo sono i due termini necessari della rivoluzione”.
Cafiero era convinto che la società futura, realizzata dall'anarchia, avrebbe permesso una più equa distribuzione delle ricchezze e dei beni, la cui produzione sarà nettamente maggiore rispetto all'attuale perché conseguenza spontanea del lavoro libero e dei lavoratori liberi, mossi dal solo desiderio di contribuire alla realizzazione di una società migliore e quindi privi di interessi egoistici e capitalistici. Per Cafiero in futuro ognuno potrà contribuire alla realizzazione della società secondo le proprie capacità e ricevere secondo i propri bisogni.

## Cinema
Ezio Aldoni e Massimo Lunardelli hanno realizzato nel 2012 il documentario Carlo Cafiero, il figlio del sole.

## Opere
- Il Capitale di Carlo Marx, brevemente compendiato da Carlo Cafiero, Biblioteca Socialista, n. 5, Bignami e c. editori, Milano 1879.
- Carlo Cafiero, La rivoluzione per la rivoluzione. Raccolta di scritti a cura e con introduzione di Gianni Bosio, Milano 1968 (alcuni testi sono in francese). Questo libro fu riedito con tutti i testi in italiano, con il titolo Carlo Cafiero, Rivoluzione per la rivoluzione. Raccolta di scritti a cura e con introduzione di Gianni Bosio, Samonà e Savelli, Roma 1970.
- Carlo Cafiero, Scritti, 1880